# Црвенонога блуна
Црвенонога блуна (лат. Sula sula) је врста морске птице из породице блуна. Једна од главних обележја врсте су црвена стопала, ове боје су ноге свих одраслих јединки, док боја перја није униформна. Насељава велика пространства у тропским крајевима, гнезди се у приобалним подручјима, најчешће на острвима. Црвенонога блуна је добар летач, али је неспретна при узлетању и слетању.

## Опис
Црвенонога блуна је најмања врста породице блуна, достиже дужину од 70 cm и распон крила од до 1 m. Просечна тежина 490 измерених одраслих јединки са Божићног Острва је 837 g. Ноге су јој црвене боје, кљун и капци су светлоплаве, а корен кљуна ружичасте боје. Постоји неколико морфи ове врсте. Перје беле морфе је претежно бело, на глави су обично присутне примесе жуте, а летна пера су црна. Црнорепа бела форма је сличног изгледа, али има црни реп и лако може бити помешана са галапагоском блуном и црноликом блуном. Смеђа морфа је претежно смеђе боје. Белорепа смеђа морфа је сличног изгледа, али има бели реп и трбух. Белоглава белорепа смеђа морфа има претежно бело тело, реп и главу, док су крила и леђа смеђе боје. Јединке које припадају различитим морфама се укрштају, али у већини области једна или две морфе преовладавају; на пример на Галапагосу, већина припада смеђој морфи, док је бела морфа такође присутна, али много ређа.
Полови се не разликују значајно у изгледу, младе јединке су смеђе и имају тамнија крила и ружичасте ноге, док су птићи прекривени густим белим паперјем.

## Распрострањеност и гнежђење
Гнезди се у великим колонијама на тропским острвима Тихог, Индијског и Атлантског океана. Гнезда гради на дрвећу или жбуњу, ретко на тлу, као материјал за гнездо користи гранчице, обично полаже једно јаје, а инкубација траје око 45 дана, на којима леже оба родитеља. Младунци након 3 месеца почињу да лете, а тек су након 5 месеци у стању да прелећу велика растојања. Када се не гнезди, црвенонога блуна већину времена проводи на отвореном мору.

## Исхрана
Црвенонога блуна се храни тако што при великој брзини зарања у океан, а затим испод површине воде гони плен. Већину плена чини риба, али и лигње, које се у великом броју окупљају у близини површине воде.

## Подврсте
Постоје три подврсте црвеноноге блуне:
- (1766) – Кариби и острва југозападног Атлантика
- , 1838 – тропска подручја Пацифика и Индијског океана
- , 1898 – источни део централног Пацифика

## Галерија
- Јаје црвеноноге блуне -  Тулуски музеј
- Одрасла једнинка смеђе форме црвеноноге блуне на Галапагосу
- Јаје из колекције музеја у Визбадену